# Next Level Games
Next Level Games Inc. è un'azienda canadese produttrice di videogiochi. Fondata nell'ottobre del 2002, la Next Level Games si è specializzata nel creare videogiochi per console. Il primo progetto fu NHL Hitz Pro, che fu pubblicato da Midway Games. Fino ad ora, ha lavorato anche con Nintendo per la serie Mario Smash Football e sviluppando Punch-Out!! sempre per Wii. Il 5 gennaio 2021 viene acquistata da Nintendo con finalizzazione dell'accordo previsto per il 1 marzo 2021.

## Videogiochi
- Spider-Man: Amici o nemici - Wii, Xbox 360, PS2
- Punch-Out!! - Wii
- Mario Strikers Charged Football - Wii (conosciuto come Mario Strikers Charged nella versione Stati Uniti)
- Mario Smash Football - GameCube (conosciuto come Super Mario Strikers nella versione Stati Uniti)
- NHL Hitz Pro - Gamecube, Xbox, PS2
- Luigi's Mansion: Dark Moon - Nintendo 3DS
- Metroid Prime: Federation Force - Nintendo 3DS
- Luigi's Mansion 3 - Nintendo Switch
- Mario Strikers: Battle League Football - Nintendo Switch